# Анен (XVIII династия)
Анен или Аанен (егип. ˁȝnn) — древнеегипетский жрец и влиятельный вельможа в конце XVIII династии, брат царицы Тии и фараона Эйе.

## Биография
Анен был сыном жреца Мина, верховного колесничего Йуйи и его супруги Туйи, братом царицы Тии и влиятельного сановника (позже фараона) Эйе. Его семья родом из Ахмима, а среди предков его матери упоминается почитаемая царица Яхмос-Нефертари.
В правление своего зятя фараона Аменхотепа III Анен получил важные посты и титулы: «Наместник в Нижнем Египте», «Второй проповедник Амона», «Верховный жрец Гелиополя». О родстве с фараоном говорит упоминание на саркофаге его матери Туйи её сына «Второго проповедника Амона».
В наши дни в Египетском музее Турина представлена 1,42-метровая статуя Анена в жреческом облачении. Звёзды на шкуре леопарда свидетельствуют об обширных астрономических познаниях жреца. На статуе высечена надпись:

«Наследный князь, вельможа, Наместник в Нижнем Египте фараона, кто приблизил к себе, Приветствуемый в Великом доме, Одаренный милостью во дворце, Жрец с чистыми руками, Проповедник, кто знает небо, Главный распорядитель храма Ра, Верховный жрец Гелиополя, где он ведает порядком и умиротворяет голосом гнев бога, Второй жрец Амона — Анен. Правдивый голос».

Анен скончался на 30 году правления Аменхотепа III, поскольку не указан в текстах о празднике хеб-сед. В поздние годы правления фараона титул «Второго жреца Амона» носил уже Симут, который ещё на 20 году правления фараона был «Четвёртым жрецом Амона».

## Гробница
Гробницу Анена TT120 в фиванском некрополе Шейх Абд эль-Курна на западном берегу Нила повторно использовали в эпоху Рамессидов, и судьба его мумии неизвестна. В усыпальнице запечатлены его сын и четыре дочери, чьи имена не сохранились.
Основываясь на топографии и факте неосуществлённого захоронения в TT120, Элизабет Томас выдвинула предположение, что Анен мог быть похоронен в KV44. Однако, раскопки 1990—1991 годов показали, что ни один из найденных предметов XVIII династии не старше периода середины XVIII династии. Следовательно, не существует пока археологических свидетельств захоронения Анена в ТТ44.